# Norfolk (Nebraska)
Norfolk é uma cidade localizada no estado americano de Nebraska, no Condado de Madison.

## Demografia
Segundo o censo americano de 2000, a sua população era de 23.516 habitantes.
Em 2006, foi estimada uma população de 23.896, um aumento de 380 (1.6%).

## Geografia
De acordo com o United States Census Bureau, a localidade tem uma área de 26,1 km², dos quais 25,8 km² cobertos por terra e 0,3 km² cobertos por água. Norfolk localiza-se a aproximadamente 464 m acima do nível do mar.

## Localidades na vizinhança
O diagrama seguinte representa as localidades num raio de 24 km ao redor de Norfolk.